# Свічка розжарення

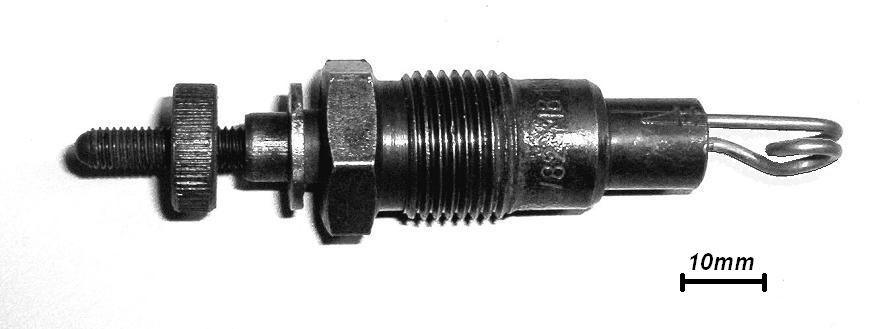
Один з варіантів виконання свічки розжарення з відкритою нагрівною спіраллю для дизельного двигуна

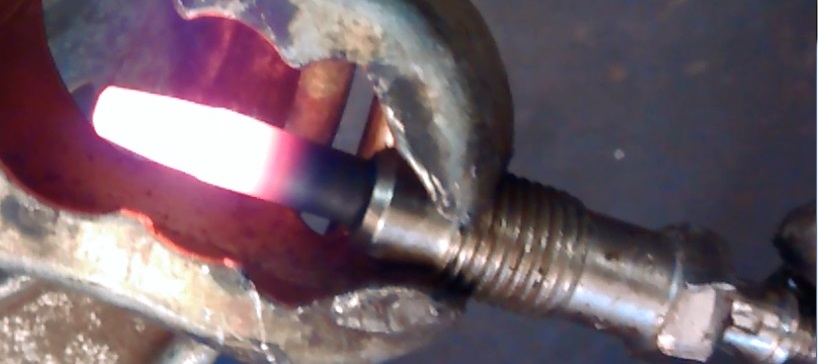
Свічка розжарення у нагрітому стані при тестуванні поза двигуном

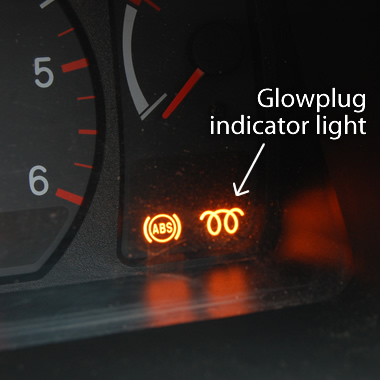
Індикатор роботи свічки розжарення на щитку приладів. Заводити двигун можна після того як він загасне

Сві́чка розжа́рення також, жарова свічка (англ. glow-plug) — деталь в дизельному двигуні, у пусковому підігрівачі двигуна, в автономному опалювачі салону (кабіни) чи в жаровому карбюраторному двигуні (поширені в авіа-, судно- й автомоделюванні), що використовуються для запалювання паливо-повітряної суміші або для полегшення холодного запуску двигуна.

## Призначення
При нормальній роботі дизельного двигуна пальне в циліндрах загоряється шляхом самозаймання в момент впорскування його форсунками в попередньо стиснене поршнем повітря, розігріте при цьому до 700…900 °С; а отже, звичайних іскрових свічок запалювання, як у бензиновому двигуні, в його конструкції немає й вони не потрібні.
Свічки розжарювання є по суті частиною пускового пристрою двигуна і потрібні лише для полегшення запуску холодного дизельного двигуна за рахунок поліпшення умов утворення робочої суміші, особливо якщо температура повітря низька (нижча від +5 °C). За такої температури дизельне пальне погано випаровується, і не утворює необхідної для роботи двигуна суміші з повітрям.
Деякі дизельні двигуни з безпосереднім впорскуванням пального в камеру згоряння (без передкамер) взагалі не мають свічок розжарення (в основному це порівняно крупні й тихохідні тракторні двигуни або двигуни що приводять у рух промислове обладнання). У деяких дизельних двигунах замість свічок розжарення використовують пусковий підігрівач у вигляді вмонтованої у впускний колектор нагрівальної ґратки (англ. grid heater) — як приклад можна назвати 5,9-літрові дизельні двигуни фірми Cummins на автомобілі Dodge Ram. У деяких тракторів є лише одна свічка розжарення, розташована у впускному колекторі і яка працює в парі з додатковою форсункою (при запуску безперервно у невеликій кількості впорскується дизельне пальне); таким чином, перед запуском в камери згоряння подається не холодне повітря, а гаряче разом з продуктами згоряння дизпалива. Такий пристрій носить назву «електрофакельний підігрівач».
Спіралі свічок розжарення жарових двигунів (при працюючому двигуні) є постійно розігрітими до високої температури й у кінці кожного такту стискання запалюють паливо-повітряну суміш у циліндрі.

## Конструктивні особливості
На відміну від свічок запалювання, свічка розжарення не дає іскру, а виконана у вигляді електронагрівного приладу. Конструктивно свічка розжарення є електричним нагрівальним пристроєм, що складається із спіралі розжарення, розташованої у захисній оболонці. Розрізняють два види свічок розжарення: з металевою спіраллю й керамічні.
Свічка розжарювання з металевою спіраллю включає нагрівальний наконечник з термостійкого сплаву, в який поміщені дві послідовно з'єднані спіралі: нагрівальна і регулювальна. Нагрівальна спіраль забезпечує швидке нагрівання наконечника. Регулювальна спіраль регулює інтенсивність розжарення нагрівальної спіралі за рахунок збільшення електричного опору при підвищенні температури. Таким способом забезпечується саморегулювання величини розжарення свічки і захист її від перегрівання.
Простір між нагрівальною трубкою і спіралями заповнюється ізоляційним наповнювачем, який виконує дві функції — захисту спіралі від механічних впливів і ефективної передачі тепла. Свічки розжарювання з металевою спіраллю забезпечують температуру розжарення до 1000 °С та час прогрівання 3…4 с.
Керамічна свічка розжарювання має аналогічну конструкцію, але в ній керамічний нагрівальний елемент, що виконує функції спіралі, поміщений в керамічну оболонку. Керамічні свічки розжарювання мають вищу температуру розжарення (до 1350 °C), менший час прогрівання (до 2 с) і, відповідно, кращі характеристики холодного запуску.
Провідними виробниками свічок розжарення є фірми Bosch, NGK, Lucas, Denso.

## Принцип роботи
Узагальнено, свічки розжарення є звичайними електронагрівниками зануреного типу із електрорезистивним елементом. Стрижень свічки розжарення виступає в камеру згоряння (чи передкамеру) дизельного двигуна, так, що його кінець розташовується на межі завихрення робочої суміші.
У дизельних двигунах свічка розжарення має різні місця встановлення залежно від конструкції двигуна:
- у вихровій камері або форкамері (двигуни з роздільною камерою згоряння);
- у камері згоряння (двигуни з нероздільною камерою згоряння).

Керування свічками розжарення відбувається за допомогою реле або окремого електронного блоку керування. Дані пристрої регулюють величину напруги, що подається на свічки і, тим самим, забезпечують необхідний момент і температуру розжарення, а також тривалість нагрівання.
Зазвичай свічки розжарення підключаються автоматично після повороту ключа запалювання в положення, що безпосередньо передує тому, в якому включається стартер («III», «Start» або аналогічне). При цьому на щитку приладів запалюється спеціальна лампа-індикатор (див. ілюстрацію), а свічки розжарення починають нагріватися до високої температури (робочий елемент розжарюється до червоного кольору), попутно прогріваючи камери згоряння і повітря, що надходить у камеру згоряння (крім форкамерних двигунів). Однак 2-5 секунд розжарення свічки з холодного стану вистачає лише для її саморозігрівання, нагріти повітря і холодний метал масивного блоку циліндрів та його головки свічка не в змозі, тим більше що повітря при урухомленні стартером двигуна постійно заміщається ззовні холодним. Таким чином, головне завдання роботи свічок — це підігрівання палива, що впорскується до температури, при якій воно випарується, добре змішається з повітрям і легко займеться вже від компресії.
Після підвищення температури свічки до достатнього рівня (зазвичай це займає від 2 до 5 секунд) індикатор гасне, після чого двигун можна запускати. Зазвичай індикатор гасне тим швидше, чим вищою є температура повітря, але, як правило, напруга на свічки продовжує подаватися ще деякий час. Безпосередньо перед запуском двигуна або, найчастіше, незабаром після запуску свічки розжарювання відмикаються.
Під час запуску двигуна пальне, що впорскується через форсунки сильно нагрівається й випаровується, добре змішується з повітрям. Далі, за рахунок компресії, паливо-повітряна суміш самозаймається. Якщо свічки несправні або на них не надходить струм, то компресії холодного дизельного двигуна виявляється недостатньо для впевненого займання суміші — або двигун заведеться після тривалого прокручування стартером, або й не заведеться зовсім. Чим нижчою є навколишня температура, тим складнішим є запуск такого двигуна. Справний же дизельний двигун переважно при мінусових значеннях температури повітря зводиться так само швидко, як і при плюсових, що забезпечується свічками розжарення й компресією в допустимих межах.
У більшості сучасних двигунів свічки розжарення можуть продовжувати працювати протягом декількох хвилин після запуску з метою зниження рівня шуму та шкідливих викидів в атмосферу при роботі холодного двигуна, а також для стабілізації процесу горіння у ще не повністю прогрітому двигуні. Часто при цьому напруга східчасто зменшується (наприклад, 12В або 24В при первинному прогріванні, і 7В далі для підтримання температури свічок). Фаза додаткового розжарення триває порядку 3-х хвилин і закінчується при досягнення охолоджувальною рідиною температури 20...30°С.
У ході усталеної роботи двигуна, свічки починають відігравати вже іншу роль, допоміжну — стають елементом системи розпилення палива, поліпшують якість приготування робочої суміші (потік палива постійно «розбивається» до кінчика свічки, що сприяє створенню завихрень у камері згоряння). Також, маючи хорошу тепловіддачу, свічки розжарення продовжують підігрівати паливо, що впорскується будучи розігрітими вже від процесів згоряння всередині циліндра двигуна.
Керамічні свічки розжарення окрім додаткового розжарювання використовуються для регенерування сажового фільтра.
Отже, від правильної роботи свічок розжарення безпосередньо залежить можливість зимового запуску дизельного двигуна та, частково, і його ефективна робота в усталеному режимі.
Слід зазначити, що схематика реалізації системи свічок розжарення безпосередньо залежить від виробника двигуна — можуть подаватися різні напруги, самі свічки можуть бути виконані з різних матеріалів, схема керування може враховувати і температуру повітря та пального, зміну опору свічок в залежності від ступеня їх нагріву, температуру антифризу у системі охолодження тощо.

## Свічки розжарення у жаровому карбюраторному двигуні

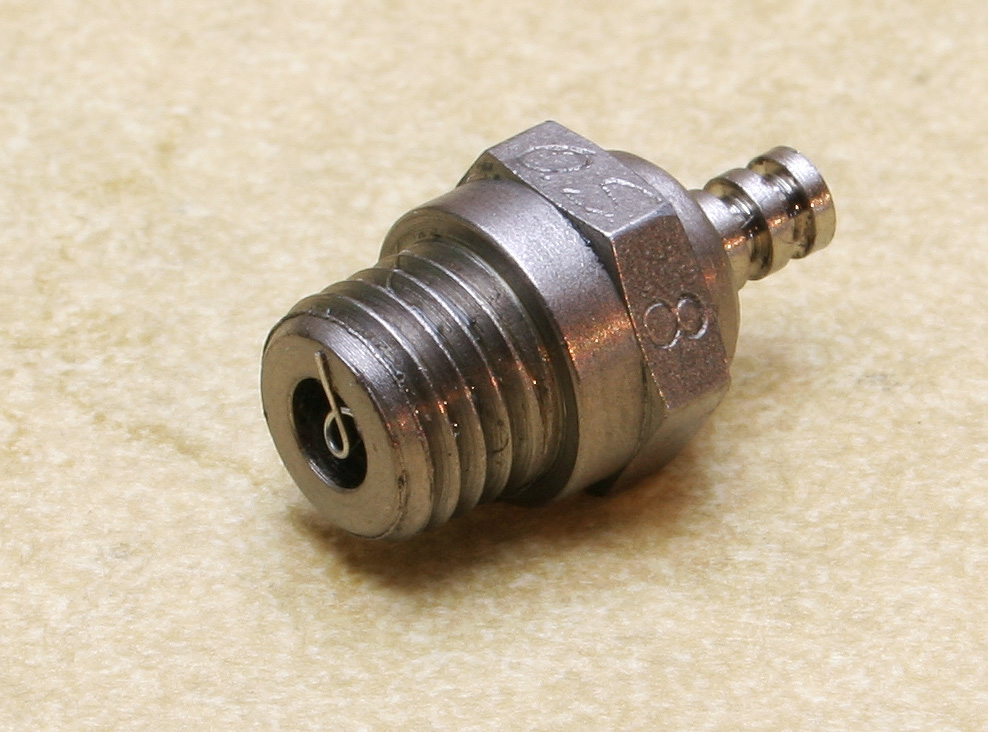
Свічка жарового карбюраторного двигуна для моделей

Свічки розжарення також застосовують у двотактних і чотиритактних жарових карбюраторних двигунах, де вони використовуються для початкового й подальшого (при запуску на спіраль подається електричний струм для розігрівання спіралі запалювача, у подальшому розжарена спіраль сама підтримує температуру за рахунок тепла від згоряння пального у циліндрі) запалювання паливо-повітряної суміші.
Такі свічки поділяються на декілька видів:
- холодні
- середні
- гарячі
- дуже гарячі.

Це є необхідним для оптимального підбирання температури запалювання горючої сумішу, залежно від температури навколишнього середовища.

## Свічки розжарення в автономних опалювальних пристроях та підігрівниках
Свічки розжарення застосовуються також в автономних (що працюють на дизельному пальному або бензині) пускових підігрівачах двигуна та в автономних опалювачах салону (кабіни) автотранспорту. Основне призначення її — запалювати пальне, що подається форсункою у камері згоряння.
На автомобілях «Запорожець» у розташованому спереду багажнику встановлювався автономний бензиновий опалювач салону, на ЛУАЗ-969 (двигун спереду) цей же пристрій зимою підігрівав холодний двигун перед запуском. Бензин в камері згоряння опалювача запалювався за допомогою свічки розжарення, після займання паливо-повітряної суміші горіння підтримувалось самостійно.
Автономні опалювачі салону встановлювались на автобусах сімейства «Ikarus», самоскидах Tatra 138, Tatra 148, Tatra 815.
Аналогічні агрегати набули поширення у системах обігріву уніфікованих герметизованих армійських кузовів типу КУНГ — обігрівачі ОВ-65 та ОВ-95, що працюють на дизельному пальному. Аналогічну конструкцію має обігрівач салону вертольота Мі-8.

## Стандарти
Розміри для свічок розжарення із закритими спіралями:
- ISO 17447-1:2015 Road Vehicles -- Glow-plugs with conical seating and their cylinder head housing -- Part 1: Basic characteristics and dimensions for metal-sheath-type glow-plugs.
- ISO 6550-3:2013 Road vehicles -- Sheath-type glow-plugs with conical seating and their cylinder head housing -- Part 3: M10 glow-plugs.
- ОСТ 37.003.091-92 Свечи накаливания со спиралью в оболочке автотракторных дизелей. Технические требования. Методы испытаний.